# Leucopis olivacea
Leucopis olivacea är en tvåvingeart som beskrevs av Meijere 1928. Leucopis olivacea ingår i släktet Leucopis och familjen markflugor. Inga underarter finns listade i Catalogue of Life.